# Champlain (Ontario)
Champlain – gmina (ang. township) w Kanadzie, w prowincji Ontario, w hrabstwie Prescott i Russel.
Powierzchnia Champlain to 207,18 km².
Według danych spisu powszechnego z roku 2001 Champlain liczy 8591 mieszkańców (41,47 os./km²).